# Pope (Mississipi)
Pope és una població dels Estats Units a l'estat de Mississipi. Segons el cens del 2000 tenia 241 habitants.

## Demografia
Segons el cens del 2000, Pope tenia 241 habitants, 88 habitatges, i 69 famílies. La densitat de població era de 92,1 habitants per km².
Dels 88 habitatges en un 40,9% hi vivien nens de menys de 18 anys, en un 56,8% hi vivien parelles casades, en un 17% dones solteres, i en un 20,5% no eren unitats familiars. En el 17% dels habitatges hi vivien persones soles el 9,1% de les quals corresponia a persones de 65 anys o més que vivien soles. El nombre mitjà de persones vivint en cada habitatge era de 2,74 i el nombre mitjà de persones que vivien en cada família era de 3,09.
Per edats la població es repartia de la següent manera: un 28,6% tenia menys de 18 anys, un 8,3% entre 18 i 24, un 27,8% entre 25 i 44, un 18,7% de 45 a 60 i un 16,6% 65 anys o més.
L'edat mediana era de 36 anys. Per cada 100 dones de 18 o més anys hi havia 100 homes.
La renda mediana per habitatge era de 33.125 $ i la renda mediana per família de 30.000 $. Els homes tenien una renda mediana de 30.893 $ mentre que les dones 18.750 $. La renda per capita de la població era de 13.543 $. Entorn de l'11,5% de les famílies i l'11,6% de la població estaven per davall del llindar de pobresa.

## Poblacions més properes
El següent diagrama mostra les poblacions més properes.